# Dallas Area Rapid Transit

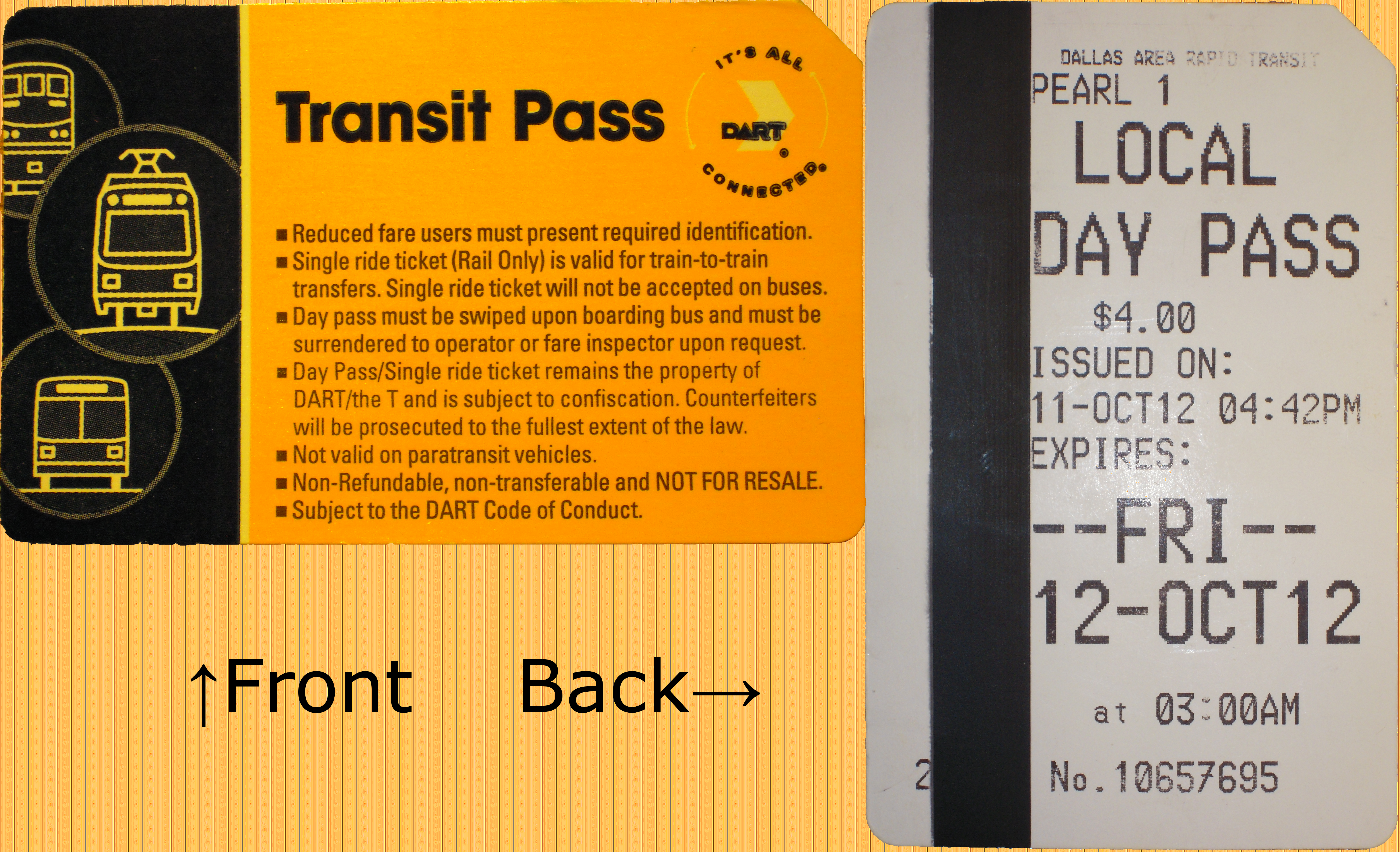
DART Transit Pass

Dallas Area Rapid Transit (DART) Transport (Público) para el Área de Dallas, es una agencia de transportes en el Condado de Dallas (Texas). La agencia trabaja con trenes, autobuses y vehículos de transportes especiales. Las ciudades donde está la DART son: Addison, Carrollton, Cockrell Hill, Dallas, Farmers Branch, Garland, Glenn Heights, Highland Park, Irving, Plano, Richardson, Rowlett, y University Park.
DART es uno de los sistemas de tránsito de menor rendimiento en los EE. UU.  Comparándole con ciudades similares, es de las peores en cuanto a número de viajes de pasajeros (sumamente bajo), costo operativo por milla y tasa de recuperación de tarifas. A mediados de la década de los 2010s, cada viaje de un pasajero costaba $ 6.72, de los cuales los contribuyentes de impuestos pagaban $ 5.72 (85%), mientras que el viajero pagaba $1.00 (15% del costo real del servicio).